# Konvoj (film)
Konvoj (originaltitel: Convoy) är en amerikansk film från 1978.

## Handling
Martin Penwald (Kris Kristofferson) med smeknamn 'Rubber Duck' är en hårt arbetande lastbilschaufför som fraktar varor över USA. Vid just denna transport så träffar han på två vänner, Love Machine (Burt Young) och Spider Mike (Franklyn Ajaye) varpå de slår sig i lag eftersom de ändå ska åt samma håll. Efter en fortkörning så kommer de på kant med en av de lokala sherifferna, Lyle Wallace (Ernest Borgnine), och saker och ting eskalerar snabbt. Efter ett större tumult mellan ordningsmakten och lastbilschaufförerna på ett lastbilshak så flyr flera chaufförer mot gränsen med bland annat Lyle Wallace jagandes efter dem. 
Efter vägen hakar fler och fler lastbilschaufförer på och snart har en hel konvoj bildats, där det från att fly från polisen utvecklas till en stor protestmarsch med flera hundra lastbilar i protest mot hastighetsbegränsningar, vägtullar, skatter och polisen som de anser antastar deras yrkesgrupp. 
Lyle Wallace och polisen från ett flertal polisdistrikt och även delstater gör vad de kan för att stoppa konvojens framfart, medan chaufförerna gör vad de kan för att fly samtidigt som man inte tar något extra för att driva med polisen under tiden. Men vad är det egentligen som 'Rubber Duck' fraktar den här gången?

## Rollista (i urval)
- Kris Kristofferson Rubber Duck aka Martin Penwald
- Ali MacGraw Melissa
- Ernest Borgnine Sheriff Lyle Wallace aka Cottonmouth
- Burt Young Pig Pen / Love Machine
- Madge Sinclair Widow Woman
- Franklyn Ajaye Spider Mike
- Brian Davies Chuck Arnoldi
- Seymour Cassel Governer Jerry Haskins
- Cassie Yates Violet
- Walter Kelley Federal Agent Hamilton
- Jackson D. Kane Big Nasty (as J.D. Kane)
- Billy E. Hughes Pack Rat
- Whitey Hughes White Rat
- Bill Coontz Old Iguana (as Bill Foster)
- Tommy J. Huff Lizard Tongue (as Thomas Huff)